# Sonic Advance 2
Sonic Advance 2 (яп. ソニック アドバンス 2, Сонікку Адобансу 2) — друга відеогра в серії Sonic Advance, виготовлена компанією Dimps і опублікована компанією THQ для Game Boy Advance. Гра була випущена в Японії 19 грудня 2002 року, в Північній Америці 9 березня 2003 року, в Європі 18 березня 2003 року. Вона заснована на модифікованій версії рушія Sonic Advance.

## Сюжет
Доктор Еггман захоплює всіх тварин з лісу і перетворює їх на роботів. Він також викрав друзів Соніка: Тейлза і Наклза. Сонік кидається зупинити Доктора Еггмана, врятувати своїх друзів і зібрати Смарагди Хаосу.

## Прийом
| Агрегатор    | Оцінка |
| ------------ | ------ |
| GameRankings | 85.25% |
| Metacritic   | 83     |

| Видання  | Оцінка   |
| -------- | -------- |
| GamePro  | 3.5 of 5 |
| GameSpot | 8.2      |
| GameSpy  | 79%      |
| IGN      | 9/10     |

Гра отримала в цілому позитивні відгуки, як і її попередник.